# Dieue-sur-Meuse
Dieue-sur-Meuse là một xã trong vùng Grand Est, thuộc tỉnh Meuse, quận Verdun, tổng Verdun-Est. Tọa độ địa lý của xã là 49° 04' vĩ độ bắc, 05° 25' kinh độ đông. Dieue-sur-Meuse nằm trên độ cao trung bình là 178 mét trên mực nước biển, có điểm thấp nhất là 199 mét và điểm cao nhất là 361 mét. Xã có diện tích 15,78 km², dân số vào thời điểm 1999 là 1415 người; mật độ dân số là 89 người/km².

## Thông tin nhân khẩu
| 1962  | 1968  | 1975  | 1982  | 1990  | 1999  |
| ----- | ----- | ----- | ----- | ----- | ----- |
| 1.058 | 1.140 | 1.333 | 1.474 | 1.471 | 1.415 |